# Christian Michelsen
Christian Michelsen (1857 – 1925) è stato un politico norvegese.
Armatore navale e deputato dal 1891, fu ministro delle Finanze sotto Francis Hagerup dal 1903. Divenuto primo ministro nel 1905, propugnò lo Scioglimento dell'unione tra Norvegia e Svezia e fu sostenitore del futuro re Haakon VII. Si ritirò nel 1907.